# Raspela celtidis
Raspela celtidis är en stekelart som beskrevs av Boucek 1993. Raspela celtidis ingår i släktet Raspela och familjen puppglanssteklar. Inga underarter finns listade i Catalogue of Life.